# Claire Orcel
Claire Orcel (Uccle, 2 dicembre 1997) è un'altista belga.

## Palmarès
| Anno | Manifestazione           | Sede       | Evento        | Risultato | Prestazione | Note |
| ---- | ------------------------ | ---------- | ------------- | --------- | ----------- | ---- |
| 2015 | Europei juniores         | Eskilstuna | Salto in alto | 7ª        | 1,79 m      |      |
| 2016 | Mondiali juniores        | Bydgoszcz  | Salto in alto | 13ª       | 1,79 m      |      |
| 2017 | Giochi della Francofonia | Abidjan    | Salto in alto | Argento   | 1,88 m      |      |
| 2018 | Europei                  | Berlino    | Salto in alto | 23ª (q)   | 1,81 m      |      |
| 2019 | Europei indoor           | Glasgow    | Salto in alto | 20ª (q)   | 1,85 m      |      |
| 2019 | Europei under 23         | Gävle      | Salto in alto | 5ª        | 1,89 m      |      |
| 2019 | Mondiali                 | Doha       | Salto in alto | 11ª       | 1,89 m      |      |

## Altri campionati internazionali
2019
- Argento agli Europei a squadre ( Sandnes), salto in alto - 1,90 m